# 테르툴리아누스

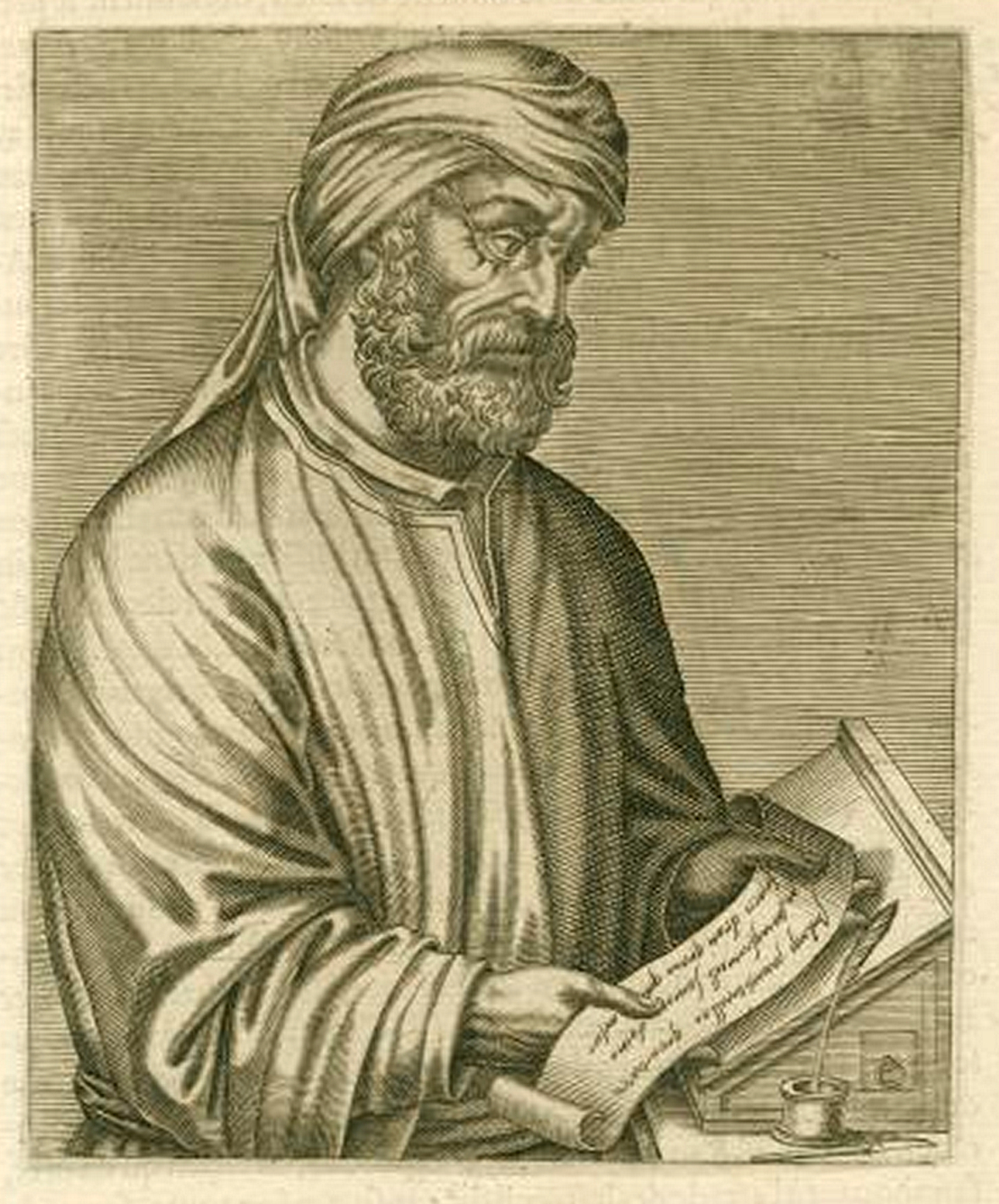
테르툴리아누스를 그린 중세의 삽화

퀸투스 셉티미우스 플로렌스 테르툴리아누스(Quintus Septimius Florens Tertullianus, 약 155년~ 240년 경) 또는 터툴리안(Tertulian)은 기독교의 교부이자, 평신도 신학자이다. '삼위일체'라는 신학 용어를 가장 먼저 사용한 이로 알려져 있으며, 그의 라틴어 문체는 중세교회 라틴어의 표본으로 간주되고 있다.
테르툴리아누스는 새로운 신학적 개념들을 창안하여 초대교회의 교리를 발전시켰다. 삼위일체(라틴어: trinitas)라는 용어를 라틴어로 처음 남긴 학자로 유명하다. 동방 또는 서방 가톨릭교회는 그를 성자로 인정하지 않았다. 과부의 재혼과 종교적인 박해로부터 도피에 대한 그의 비난뿐만 아니라 성자와 성령이 성부에 명확히 종속된다는 주장 등 몇몇 가르침은 전통적 교리와 모순되었으며, 몬타누스파의 정통성 거부 때문에 정통적인 교부로 인정되지 못하는 경우가 많다. 하지만 중요한 초기 기독교 신학자임은 널리 인정된다.

## 생애
테르툴리아누스는 북아프리카 카르타고의 비기독교 가정에서 태어났고 테르툴리아누스의 아버지는 총독 관저의 백부장이었다. 법률을 공부하여 변호사가 된 테르툴리아누스는 195년 순교자들이 신앙을 지키고자 순교하는 모습에 감동받아 기독교인이 되었다. 테르툴리아누스는 교회사 최초로 라틴어를 사용했는데 삼위일체(Trinity)를 비롯한 라틴어 신학 용어 982개를 만들어냈다. 아프리카의 제일 신학자라고 불릴 정도로 뛰어난 신학자인 테르툴리아누스는 치프리아누스(키프리안) 주교의 신학에도 영향을 주었다.

## 신학과 이단 배척
테르툴리아누스는 기독교 변증가로서 "순교자들의 피는 교회의 씨앗", "박해는 그리스도인의 무죄를 변증한다." 등의 문장으로 박해가 교회를 소멸시키지 못한다고 주장했다. 종교에 딸린 도덕성이 민감했던 테르툴리아누스는 로마제국의 신들을 조각하는 교우들에게 '군신 마르스를 조각할 수 있다면, 찬장도 만들 수 있다'면서 우상을 만들지 말라고 충고했고 재혼이나 박해를 피한 도피, 배교, 살인, 간음을 죄로 규정했으며, 예수의 십자가에서의 수난을 십자가의 수치라고 말하는 마르키온에게 "그리스도의 십자가에서의 수치는 기독교 신앙에 필수이다. 네가 하나님에게 부당하다고 주장하는 일체는 내게 모두 유익하다. '하나님의 아들이 태어났다. 부끄러울 것이 없다. 왜냐하면 부끄럽기 때문이다. 그리고 하나님의 아들이 죽었다. 완전히 믿을만하다. 왜냐하면 어처구니가 없기 때문이다. 또 매장되었다가 부활했다. 확실하다. 왜냐하면 불가능하기 때문이다.'"라고 기독교에서 주장되는 내용이 사람들이 흔히 생각할 수 있는 생각이 아니라는 사실을 강조하고자 일부러 이런 수사법을 이용한 문장을 써 예수의 인성을 부정하는 이단종파인 마르키온주의에 저항하였다.
테르툴리아누스의 도덕에 기초한 민감성은 테르툴리아누스를 보편 교회에서 벗어나게 하는데 그 이유는 당시 카르타고 교회가 배교자들을 받아들이고 신자 수보다 도덕성이 떨어지는 문제를 거부했기 때문이었다. 테르툴리아누스에게 교회는 성령의 교회이지 죄인들의 공동체가 아니었다. 실례로 교회사학자 중에는 테르툴리아누스가 신학상 깊이 있고 성격이 강한 신학자였다면, 키프리안은 신학상 깊지 않은 대신 온화한 신학자였다고 평가하는 학자도 있지만, 테르툴리아누스는 가정생활에 충실한 사람이라서 부부는 고난과 기쁨을 함께하고 시편과 성가를 같이 부르면서 하나님을 경쟁하다시피 공경해야 한다고 간주했다.

## 같이 보기

Opera omnia, 1598

### 저서
- 《그리스도의 육신론》
- 《우상숭배론》
- 《호교서》
- 《이단자 규정》
- 《부인에게》

## 참고 문헌
이 문서는 《기독교 사상》2005년 2월호, '그리스도에 대한 충성을 훼손시키는 부'-카르타고의 시프리안, 이은혜, 대한기독교서회와 《내가 사랑하는 교부》/이원오 외 공저/분도출판사를 근거로 작성되었습니다.